# 자유유럽방송

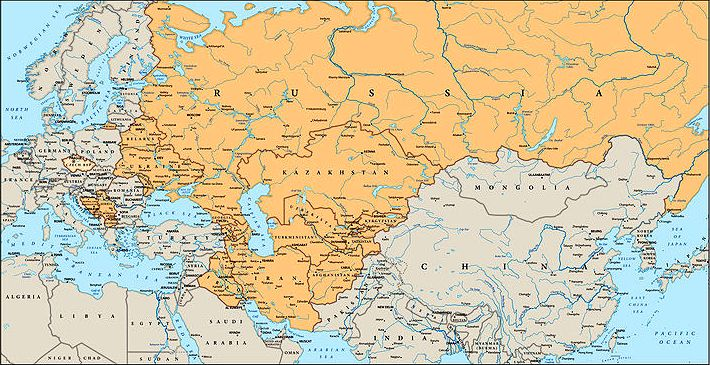
2009년 자유유럽방송이 방송하는 지역

자유유럽방송(Radio Free Europe/Radio Liberty 약칭 RFE/RL)은 미국의 유럽, 중동향 국제방송이다. 인터넷, 단파, 중파, FM을 통하여 28개 언어로 방송되고 있다.

## 연혁
- 1949년 6월 자유유럽방송 설립
- 1950년 7월 4일 체코슬로바키아향 단파방송 개국.
- 1975년 현재의 자유유럽방송의 명칭으로 개칭.
- 1985년 자유 아프가니스탄 방송 설립.
- 1993년 자유 아프가니스탄 방송 폐지.
- 1995년 본사를 프라하로 옮김.
- 1998년 자유이라크방송 개국. 페르시아어방송 개국.
- 1999년 코소보향 방송 개국.
- 2002년 자유 아프가니스탄 방송 부활.

## 방송 언어
| - 아랍어 - 벨라루스어 - 체첸어 - 다리어 - 페르시아어 - 카자흐어 - 파슈토어 - 루마니아어 - 러시아어 - 타지크어 | - 투르크멘어 - 우즈베크어 - 타타르어 - 영어 - 아르메니아어 - 우크라이나어 - 리투아니아어 - 아제르바이잔어 - 에스토니아어 - 알바니아어 | - 세르비아어 - 몰도바어 - 슬로바키아어 |

## 같이 보기
- 자유아시아방송
- 미국의 소리